# Arenga-Fasern

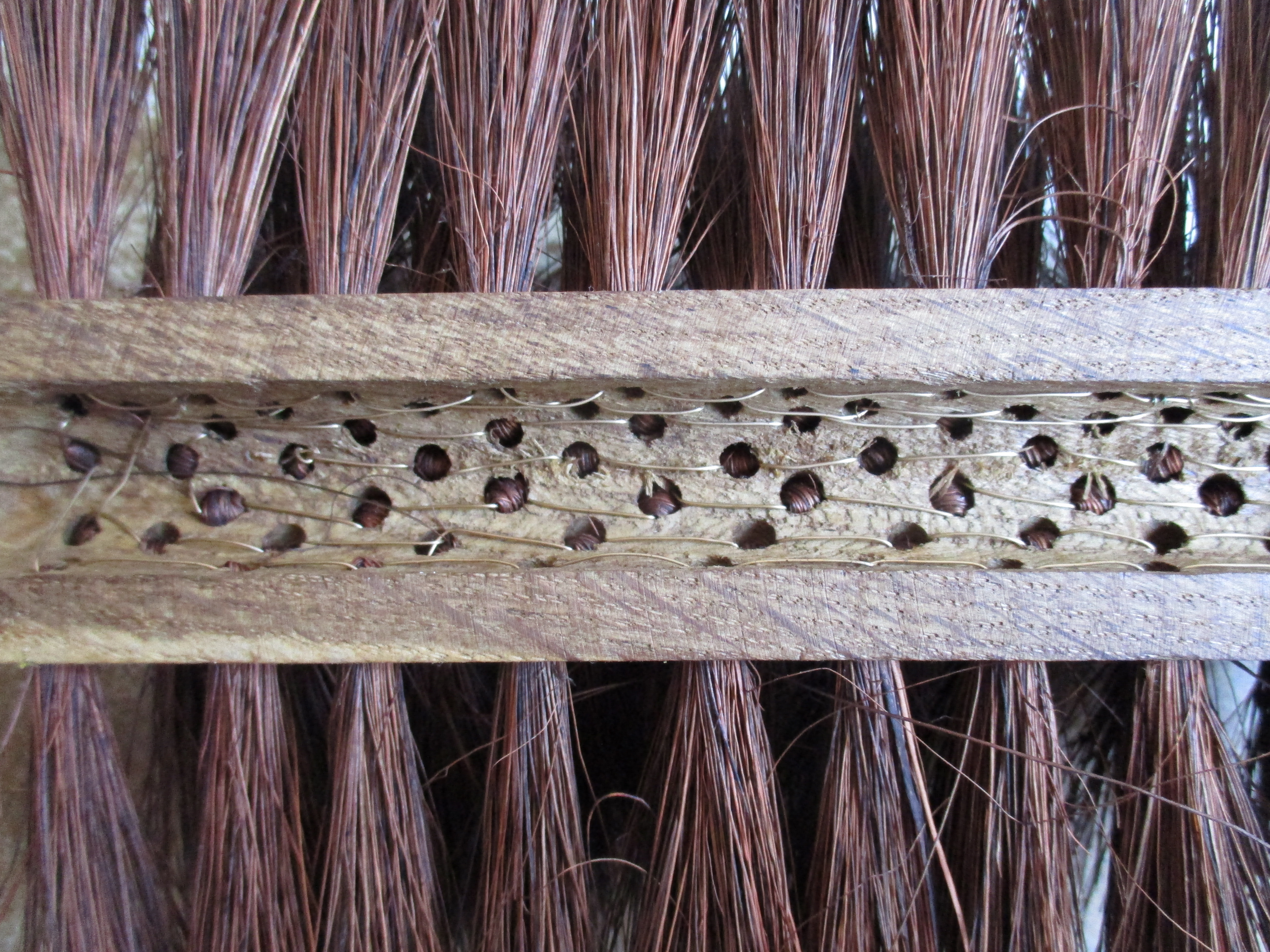
Bürste aus Arenga-Fasern

Arenga-Fasern (auch Gemuti) gehören zu den kommerziell gehandelten Fasern bzw. Faserstoffen. Sie werden hauptsächlich aus Blattscheiden der Zuckerpalme (Arenga pinnata) gewonnen.

## Beschreibung
Arenga-Fasern sind Blattfasern. Sie gehören zu den Hartfasern, die (im Gegensatz zu den Spinnfasern) nicht versponnen werden können, sondern nur als Ersatz für Borsten oder Rosshaar dienen. Garne oder Gewebe werden aus Arenga-Fasern nicht hergestellt, da sie hierzu zu dick und zu steif sind.
Die Zuckerpalme ist von Indien über Malaysia bis zu den Philippinen zwischen Meereshöhe und Höhen von 1400 Meter zu finden. Laut älterer Quellen wurde diese Palmenart Anfang des 20. Jahrhunderts auf Réunion häufig kultiviert und ist auf den Sundainseln häufig. 
Die Fasern kommen hauptsächlich aus den Blattscheiden der Blätter, die an dem Stamm sitzen und in dichter Schichtung einen Bestandteil des Stammes der Palme bilden. Aus den Wurzeln und dem Stamm werden ebenfalls Fasern gewonnen.

## Eigenschaften
Die Arenga-Faser ist von dunkelgrauer bis blauschwarzer Farbe. Die federnde Faser von unterschiedlicher Stärke besitzt eine Mohshärte von 2–3, die Faserlängen können bis 1,20 Meter erreichen. Die Faser ist beständig gegen Feuchtigkeit und Wasser, auch gegen Seewasser und gegen Öl und widersteht kurzfristig der Hitze von Glut.
Im Vergleich zu anderen pflanzlichen Hartfasern ist die Arenga-Faser relativ weich, fein, dabei aber zäh und elastisch.
Die Arenga-Faser ist im Aussehen den Schweifhaaren des Pferdes ähnlich. Daher auch die frühere Bezeichnung vegetabilisches Pferdehaar. Eine elektrostatische Aufladung der Fasern tritt im Gegensatz zu Rosshaar nicht auf, weswegen Arenga-Fasern für Wohnraumbesen weniger geeignet sind. Arenga-Fasern haben die Eigenschaft, sich selbsttätig wieder aufzurichten, weswegen Besen bis zum Ende abgenutzt werden können.
Die physikalischen Eigenschaften der Arenga-Fasern ähneln denen von Piassava-Fasern. Die Farbe der Arenga-Fasern ist etwas dunkler als Piassava.

## Verwendungszweck
Die Fasern werden wegen der Feuchtigkeitsresistenz als Borsten in Bürsten bzw. Besen für raue Umgebungen eingesetzt.
Aus den Fasern entstehen Industrie-, Hof- und Saalbesen und Rohrreinigungsbürsten, sie werden zur Dachdeckung und für Fischernetze, Hüte sowie zur Bewehrung und für Takelage verwendet.

## Herstellung
Die Arenga-Fasern werden nach dem Abschneiden der Blattscheiden vom Baum gereinigt, gekämmt und in Ballen verschifft.

## Bezeichnungen
Die Arenga-Faser wird auch Gemuti- oder Gumati-Faser (Gomuta fibre, Gomuti obre) genannt. Historische Quellen sprechen bei der Arenga-Faser auch von 
- Eju (Ejoo)
- vegetabilischem Pferde- bzw. Rosshaar (Crin végétale). Diese Bezeichnung wurde auch für andere Pflanzenfasern verwendet, so für Fasern von Tillandsia usneoides, Chamaerops humilis und  Rhapidophyllum hystrix (Syn.: Chamaerops hystrix), Phoenix reclinata, Caryota urens und Caryota mitis.

## Qualitäten
Arenga-Fasern werden in verschiedenen Qualitäten angeboten.
| Qualität | Bezeichnung   | Länge       |
| -------- | ------------- | ----------- |
| B        | ganz weich    | < 25 cm     |
| C        | mittelkräftig | 25 – 50 cm  |
| D        |               | 75 – 90 cm  |
| E        | kräftig       | 90 – 120 cm |

Für Besen wird üblicherweise die Qualität C verwendet.